# Shadow days
Shadow days (鬼日子 Gui Ri Zi) ist ein Spielfilm von Zhao Dayong aus dem Jahre 2014.

## Handlung
Liang Renwei zieht sich mit seiner schwangeren Freundin Pomegranate in eine abgelegene Stadt zu seinem entfernten Verwandten zurück. Dieser "Onkel" ist Bürgermeister in der kleinen Stadt und nimmt Liang in seine inoffizielle Truppe zur Durchsetzung der Ein-Kind-Politik auf. Nach einigen erfolgreich durchgesetzten Sterilisationen und Zwangsabtreibungen gerät auch Pomegranates Ungeborenes in Gefahr. Der Bürgermeister hingegen wird zunehmend von den Geistern der Ungeborenen verfolgt und versucht mit allen Mitteln -- schamanischen Ritualen, christlichen Gebeten, Opfern vor einem Mao-Altar -- diese Geister zu vertreiben.

## Hintergrund
Die Darstellung der Umsetzung der Familienplanungspolitik und der damit verbundenen Menschenrechtsverletzungen wird vom Regisseur als "zurückhaltend" bezeichnet.
Die beiden Männer Liang Renwei und des Bürgermeisters handeln moralisch verwerflich. Während Liang Renwei keinerlei moralische Erziehung oder Richtlinie erhalten hat und sich -- unsicher -- an Macht und Geld orientiert, hat der Bürgermeister keine Wahl:
er muss die Familienplanungsvorgaben seiner Vorgesetzten umsetzen.
Der Originaltitel 鬼日子 Gui ri zi lässt sich mit "Geisterzeit" übersetzen und bezieht sich zum einen auf die Geister, die der Bürgermeister sieht, zum anderen auf die "Geister der Vergangenheit" aus der Zeit der Kulturrevolution, deren Werte und Vorstellungen noch heute in China präsent sind.
Der Film spielt in Zhiziluo, einer 1985 verlassenen Stadt, die auch Thema des Dokumentarfilms Ghost Town (2008) des Regisseurs ist.

## Rezeption
Der Film wurde auf dem 64. Berlinale Forum am 7. Februar 2014 erstmals aufgeführt. Die erste asiatische Aufführung ist geplant auf dem 38. Hongkong International Film Festival Ende März 2014. In der VR China ist eine offizielle Aufführung nicht vorgesehen.